# Patrick Yoka
Patrick Yoka (ur. 1975) – polski reżyser, scenarzysta oraz scenarzysta adaptacyjny.

## Dorobek twórczy

### Scenariusze
- Hela w opałach – odc. 10, 13-14
- Niania – odc. 18, 22, 29, 32, 34, 42, 48, 52, 55, 57
- Fala zbrodni – odc. 1-14
- Świat według Kiepskich – odc. 39, 42, 46, 55, 58, 61, 64, 72, 82, 91, 101, 109, 111, 120-121, 126-127, 131, 141, 150, 152, 160-161, 163, 165, 167, 169, 171, 174-180, 182-261, 263-265, 267-269, 271-280, 282-374, 376-380, 382, 384-385, 390-393, 395-398, 400-403, 406-459, 461-462, 468-469, 471-472, 476, 481, 483-484, 487, 489-490, 493-495, 497-500, 505-528
- Kim Ki Dok
- Droga Krzyżowa (serial dokumentalny) – odc. Haniebny wyrok, Grób w skale
- Awantura o kasę (scenariusz teleturnieju)

### Reżyseria
- Hela w opałach – odc. 12-15, 23-30, 33, 36-37, 40-41
- Świat według Kiepskich –  odc. 283-528
- Kim Ki Dok
- Droga Krzyżowa (serial dokumentalny) – odc. Haniebny wyrok, Grób w skale
- Naznaczony
- Rodzinka.pl
- Prawo Agaty – odc. 11-15
- Powiedz tak!
- Listy do M. 4

### Scenariusze i reżyseria
- 2000–2017 – Świat według Kiepskich
- 2006–2007 – Hela w opałach
- 2016 – Rodzinka.pl

## Życie prywatne
Związany z aktorką Agnieszką Dygant. Mają syna Xawerego (ur. 2010).
W 1994 ukończył Ogólnokształcącą Szkołę Muzyczną I i II stopnia im. Karola Szymanowskiego we Wrocławiu.